# Diaglyptellana puncta
Diaglyptellana puncta là một loài tò vò trong họ Ichneumonidae.